# Kockás ezüstbagoly
A kockás ezüstbagoly (Plusia festucae)  a rovarok (Insecta) osztályának a lepkék (Lepidoptera) rendjéhez, ezen belül a bagolylepkefélék (Noctuidae) családjához tartozó faj.

## Elterjedése
A lápokon, nádasokban, nedves réteken, a mocsaras talajokon, a tőzeglápokon fordul elő Európa nagy részén.

## Megjelenése
- Lepke: 34-44 mm szárnyfesztávolságú, első szárnyai vörösesbarnák, vöröses-aranysárgák, a közepükön két ezüst, könnycsepp alakú folttal. A hátsó szárnyak barnásszürkék.
- Hernyó: 25 mm hosszú és zöld színű.

## Életmódja
Két nemzedéke van, az első május közepétől a július elejéig, a második augusztustól szeptember végéig.
A hernyók tápnövényeiként a dárdás nádtippan (Calamagrostis canescens), a nád (Phragmites australis), a sás (Palkafélék) és a sárga nőszirom (Iris pseudacorus) szolgálnak.

## Fordítás
- Ez a szócikk részben vagy egészben  a   Röhricht-Goldeule című német Wikipédia-szócikk fordításán alapul.  Az eredeti cikk szerkesztőit annak laptörténete sorolja fel. Ez a jelzés csupán a megfogalmazás eredetét és a szerzői jogokat jelzi, nem szolgál a cikkben szereplő információk forrásmegjelöléseként.